# Carmen Saliare

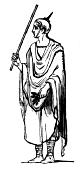
Els sacerdots salii entonaven el Carmen saliare

El Carmen Saliare és un himne de la religió de l'antiga Roma que es conserva de forma fragmentària. El nom està relacionat amb els sacerdots del déu Mart, al qual anava adreçat aquest càntic. També anava adreçat al déu Quirí, tots dos déus protectors de Roma. Es tracta d'un dels textos més antics de la cultura de l'Antiga Roma i això fa que el seu text fos difícil d'entendre ja en l'antiguitat.

## Característiques
El Carmen saliare porta el mateix nom que els sacerdots que els cantaven, els salii. L'objectiu d'aquests cants era lloar els déus Mart i Quirí. Era un himne que s'entonava durant les processons relacionades amb la guerra, als mesos de març i octubre. La tradició de recitar aquests cants era molt antiga, sembla que va ser introduïda pel rei Numa al mateix temps que va crear el cos sacerdotal. El text estava escrit en llatí arcaic, que resultava difícil d'entendre uns segles després, segons va dir Ovidi al segle i aC. Durant el primer període de l'imperi, per decret del senat, es va inserir el nom de l'emperador August dins la lletra d'aquest himne.
Marc Terenci Varró en va incloure 35 fragments en la seva obra De Lingua Latina i un altre fragment s'ha conservat en l'obra de Quint Terenci Escaure, De orthographia.
Només una part del text s'ha pogut traduir, ja que hi són presents moltes paraules desconegudes. De la part traduïda estan els següents versos, els quals semblen relacionar Mart amb altres déus: Ceres, Janus i el tro:
| Text | \|\| | Traducció |
| --- | ---- | --- |
| divum +empta+ cante, divum deo supplicate cume tonas, Leucesie, prae tet tremonti +quot+ ibet etinei de is cum tonarem ...cozeulodorieso.[5] Omnia vero adpatula coemisse. Ian cusianes duonus ceruses dunus Ianusve vet pom melios eum recum. |      | Cantem-li, al pare dels déus! Cridem al pare dels désu (Janus)! Quan el teu llamp, oh déu del tro (Júpiter),[6] tremola davant teu! Tots els déus per baix teu han sentit el tro! ... però han adquirit tot el que hi ha escampat Ara la bondat ... de Ceres ... o Janus ... |

## Els altrescarmen
Uns altres sacerdots, els fratres arvales, cantaven també uns himnes en llatí arcaic anomenats carmen arvales.

## Interpretació antropològica
Des de l'antiguitat s'ha cregut en el poder de la paraula com a instrument per expressar desitjos i intervenir en el futur modificant fets. Per exemple si una persona expressava oralment la seva ira recitant un malefici, l'estat havia de respondre usant també la paraula per contrarestar i evitar el mal. No era estrany que si un pagès havia tingut una mala collita i el seu veí no, l'acusés d'haver emprat un carmen («versos amb intenció, invocacions») per maleir-lo. Tibul, en un poema es queixava que una dona vella havia maleït a un tal Marathus i després narra altres històries sobre versos emprats com encanteris que havien servit per fer que la collita d'un home aparegués misteriosament a la finca d'un altre. De forma semblant Plini el Vell explicava que un llibert anomenat Furius, el qual havia aplicat millors tècniques agrícoles que el seu veí n'havia obtingut una millor collita tot i tenir una parcel·la menor. Llavors l'altre el va acusar davant els tribunals d'haver emprat versos per encantar les seves terres i fer que no produïssin tant com les de Furius. Per sort els jutges van veure que les seves eines de treball eren efectivament millors i el van absoldre.
A més del poder de la paraula, existeix des d'antic la creença en el poder del cant per obtenir desitjos. Per exemple, els antics sanadors acostumaven a fer un càntic esperant que ajudés a soldar un os trencat. Els versos que Cató recomana dir en la seva obra "De agricultura" per allunyar el mal dels llamps sobre els conreus, encara que no diu que hagin de ser cantats, tenen una prosòdia d'espondeu, que més aviat semblen un cant. La repetició de paraules i sons és una altra tècnica que es troba lligada als encanteris. Tots aquests elements es troben en tant en els carmina saliares com en els carmina arvales, fet que ajuda a interpretar la intencionalitat d'aquests versos invocant els déus.

## Etimologia
Alguns autors creuen que els poemes anomenats carmina (per exemple els que va escriure Horaci) deriven de la paraula carmen, ja que també eren versos. Altres, al contrari, creuen que són els carmen els que deriven dels carmina. L'expert en criptografia Blaise de Vigenère creia que la paraula carmen derivava de Carmenta, perquè era una profetessa que feia les seves prediccions en versos. També n'hi ha que opinen que a aquesta profetessa se la coneix amb el nom de Carmenta, en derivació dels carmen que recitava.
Paul-Yves Pezron va proposar una arrel celta [carm-], amb el significat «crit de joia», present en els versos dels antics bards per encoratjar els soldats abans del combat. A més va fer notar que el terme grec χαρμη (Kharme) vol dir «combat» i també «joia». No obstant el terme grec no deriva del celta sinó del verb χαρω, (Kharo,«gaudir»).